# منى فريمان
منى فريمان (بالإنجليزية: Mona Freeman)‏ (و. 1926 – 2014 م) هي ممثلة، ورسامة، وممثلة تلفزيونية، من الولايات المتحدة الأمريكية، ولدت في بالتيمور، ماريلاند، توفيت في بيفرلي هيلز كاليفورنيا، عن عمر يناهز 88 عاماً.

## وصلات خارجية
- منى فريمان على موقع IMDb (الإنجليزية)
- منى فريمان على موقع أول موفي (الإنجليزية)
- منى فريمان على موقع قاعدة بيانات الأفلام السويدية (السويدية)
- منى فريمان على موقع إن إن دي بي (الإنجليزية)
- منى فريمان على موقع قاعدة بيانات الفيلم (الإنجليزية)